# Certamen Homeri et Hesiodi
Das Certamen Homeri et Hesiodi (altgriechisch Ἀγὼν Ὁμήρου καὶ Ἡσιόδου), d. h. der Agon zwischen Homer und Hesiod, ist eine auf einen anonymen Kompilator aus der Regierungszeit Hadrians (117–138 n. Chr.) zurückgehende Bearbeitung einer Passage aus Alkidamas (um 400 v. Chr.) Mouseion (etwa ‚Schule‘), in welcher ein Dichterwettkampf zwischen Homer und Hesiod dargestellt wird. Der Text diente als sophistisches Übungsstück und ist in Hexametern verfasst. Darin enthalten sind biographische Überlieferungen zu Homer und Hesiod.

## Textedition
Die erste kritische Ausgabe des Textes ist eine der frühesten Veröffentlichungen von Friedrich Nietzsche. Sie  entstand kurz vor seinem Essay Über das Pathos der Wahrheit und steht im Rahmen von Nietzsches expliziter Ablehnung von Romantik und Idealismus, die aus seinen bisher wenig beachteten innovativen Ansätzen in der Homerforschung hervorgeht und die Grundlage seiner gesamten späteren Philosophie bildet.